# Чемпіонат СРСР з легкої атлетики в приміщенні 1982
Чемпіонат СРСР з легкої атлетики в приміщенні 1982 року був проведений 19-21 лютого в Москві в легкоатлетичному манежі спортивного комплексу «Крилатське», який вперше в свої історії прийняв старти чемпіонату.
Змагання відзначились низкою нових вищих досягнень у приміщенні: одним європейським (Світлана Ульмасова, 3000 метрів) та трьома союзними — 200 метрів у жінок та чоловіків (Володимир Муравйов у півфінальному забігу показав 21,17) та у чоловіків в бігу на 3000 метрів з перешкодами, встановлений українцем Олександром Загоруйком.
Чемпіонство з легкоатлетичних багатоборств було розіграно в межах окремого чемпіонату СРСР з багатоборств в приміщенні, проведеного в Гомелі 19-20 лютого.

## Медалісти

### Чоловіки
| Дисципліни                | Золото                          | Золото      | Срібло                         | Срібло  | Бронза                         | Бронза  |
| ------------------------- | ------------------------------- | ----------- | ------------------------------ | ------- | ------------------------------ | ------- |
| 60 метрів                 | Андрій Прокоф'єв Свердловськ    | 6,69        | Олександр Аксинін Ленінград    | 6,71    | Андрій Шляпников Москва        | 6,73    |
| 200 метрів                | Віктор Табаков Самарканд        | 21,29       | Володимир Муравйов Караганда   | 21,34   | Микола Сидоров Москва          | 21,46   |
| 400 метрів                | Алім Сафаров Фергана            | 46,88       | Павло Коновалов Ростов-на-Дону | 46,98   | Сергій Ловачов Ташкент         | 47,65   |
| 800 метрів                | Фанір Вахітов Челябінськ        | 1.49,80     | Павло Трощило Мінськ           | 1.50,02 | Віктор Авдонін Московська обл. | 1.50,03 |
| 1500 метрів               | Володимир Малоземлін Тольятті   | 3.45,68     | Сергій Сафроненко Ленінград    | 3.46,63 | Сергій Шаповалов Харків        | 3.46,77 |
| 3000 метрів               | Валерій Абрамов Московська обл. | 7.54,32     | Геннадій Фішман Мінськ         | 7.55,51 | Олександр Федоткін Брест       | 7.55,81 |
| 60 метрів з бар'єрами     | Андрій Прокоф'єв Свердловськ    | 7,61        | Георгій Шабанов Псков          | 7,79    | Олександр Пучков Ленінград     | 7,79    |
| 3000 метрів з перешкодами | Олександр Загоруйко Вінниця     | 8.17,46 NIB | Валерій Грязнов Копейськ       | 8.19,16 | Олександр Величко Київ         | 8.25,50 |
| Стрибки у висоту          | Валерій Середа Баку             | 2,26 м      | Олексій Дем'янюк Львів         | 2,23 м  | Ігор Самилов Ленінград         | 2,20 м  |
| Стрибки з жердиною        | Олександр Крупський Іркутськ    | 5,65 м      | Віктор Спасов Київ             | 5,60 м  | Олександр Обіжаєв Рига         | 5,55 м  |
| Стрибки у довжину         | Володимир Цепельов Вільнюс      | 7,91 м      | Шаміль Аббясов Фрунзе          | 7,88 м  | Юрій Морковкин Ростов-на-Дону  | 7,75 м  |
| Потрійний стрибок         | Микола Мусієнко Дніпропетровськ | 17,16 м     | Геннадій Валюкевич Мінськ      | 17,05 м | Василь Ісаєв Ленінград         | 16,69 м |
| Штовхання ядра            | Яніс Боярс Стучка               | 19,73 м     | Сергій Гаврюшин Москва         | 19,72 м | Володимир Кисельов Кременчук   | 19,70 м |

### Жінки
| Дисципліни            | Золото                             | Золото      | Срібло                              | Срібло  | Бронза                            | Бронза  |
| --------------------- | ---------------------------------- | ----------- | ----------------------------------- | ------- | --------------------------------- | ------- |
| 60 метрів             | Людмила Кондратьєва Ростов-на-Дону | 7,29        | Олена Кельчевська Ленінград         | 7,33    | Олена Малахова Московська обл.    | 7,36    |
| 200 метрів            | Олена Кельчевська Ленінград        | 23,49 NIB   | Світлана Жиздрікова Московська обл. | 23,60   | Ірина Ольховникова Запоріжжя      | 23,95   |
| 400 метрів            | Людмила Бєлова Москва              | 53,20       | Людмила Чернова Краснодар           | 53,52   | Марина Іванова Волгоградська обл. | 53,65   |
| 800 метрів            | Любов Гуріна Кіров                 | 2.02,84     | Ольга Мінєєва Свердловськ           | 2.03,49 | Ольга Монахова Московська обл.    | 2.04,14 |
| 1500 метрів           | Світлана Ульмасова Андижан         | 4.10,98     | Світлана Гуськова Тирасполь         | 4.10,99 | Надія Ралдугіна Сімферополь       | 4.11,20 |
| 3000 метрів           | Світлана Ульмасова Андижан         | 8.54,19 EIB | Тетяна Сичова Перм                  | 8.55,04 | Тетяна Позднякова Улан-Уде        | 8.55,13 |
| 60 метрів з бар'єрами | Наталія Петрова Москва             | 8,08        | Марія Мерчук Кишинів                | 8,11    | Олена Бісерова Ленінград          | 8,14    |
| Стрибки у висоту      | Жанна Некрасова Ленінград          | 1,94 м      | Валентина Полуйко Мінськ            | 1,88 м  | Лариса Косіцина Московська обл.   | 1,85 м  |
| Стрибки у довжину     | Світлана Ванюшина Волзький         | 6,65 м      | Ольга Ануфрієва Дзержинськ          | 6,47 м  | Галина Чистякова Ізмаїл           | 6,43 м  |
| Штовхання ядра        | Наталія Лісовська Москва           | 19,11 м     | Ніна Самсонова Москва               | 18,69 м | Нуну Абашидзе Одеса               | 18,24 м |

## Чемпіонат СРСР з легкоатлетичних багатоборств в приміщенні
Чемпіони країни з багатоборства визначились 19—20 лютого в Гомелі в межах окремого чемпіонату СРСР з багатоборств в приміщенні, вперше проведеного в Палаці легкої атлетики «Динамо». Обидва переможці встановили нові вищі національні досягнення в приміщенні.

### Чоловіки
| Дисципліна   | Золото                  | Золото               | Срібло                   | Срібло           | Бронза                | Бронза           |
| ------------ | ----------------------- | -------------------- | ------------------------ | ---------------- | --------------------- | ---------------- |
| Семиборство* | Олександр Невський Київ | 5975 очок NIB (6127) | Григорій Дегтярьов Кіров | 5776 очок (5938) | Юрій Куценко Бєлгород | 5753 очки (5923) |

### Жінки
| Дисципліна    | Золото                 | Золото               | Срібло                     | Срібло               | Бронза                         | Бронза           |
| ------------- | ---------------------- | -------------------- | -------------------------- | -------------------- | ------------------------------ | ---------------- |
| Шестиборство* | Тетяна Потапова Калуга | 5282 очки NIB (5362) | Надія Виноградова Улан-Уде | 5282 очки NIB (5351) | Світлана Овчиннікова Ленінград | 5181 очко (5278) |

* Для визначення переможця в змаганнях багатоборців використовувалась стара система нарахування очок. Перерахунок з використанням сучасних таблиць переводу результатів наведений в дужках.

## Медальний залік
Нижче представлений загальний медальний залік за підсумками обох чемпіонатів.
| Місце | Команда             | Золото | Срібло | Бронза | Загалом |
| ----- | ------------------- | ------ | ------ | ------ | ------- |
| 1     | РРФСР               | 10     | 10     | 8      | 28      |
| 2     | Узбецька РСР        | 4      | 0      | 1      | 5       |
| 3     | УРСР                | 3      | 2      | 7      | 12      |
| 4     | Москва              | 3      | 2      | 2      | 7       |
| 5     | Ленінград           | 2      | 3      | 5      | 10      |
| 6     | Латвійська РСР      | 1      | 0      | 1      | 2       |
| 7     | Литовська РСР       | 1      | 0      | 0      | 1       |
| 7     | Азербайджанська РСР | 1      | 0      | 0      | 1       |
| 9     | Білоруська РСР      | 0      | 4      | 1      | 5       |
| 10    | Молдавська РСР      | 0      | 2      | 0      | 2       |
| 11    | Казахська РСР       | 0      | 1      | 0      | 1       |
| 11    | Киргизька РСР       | 0      | 1      | 0      | 1       |

## Командний залік

### Основний чемпіонат
| Місце     | Команда        | Очки    |
| Група І   | Група І        | Група І |
| --------- | -------------- | ------- |
| 1         | РРФСР-І        | 711     |
| 2         | УРСР-І         | 561     |
| 3         | Москва         | 464     |
| 4         | Ленінград      | 405     |
| 5         | Білоруська РСР | 264     |
| Група II  |                |         |
| 1         | Казахська РСР  | 131     |
| 2         | РРФСР-II       | 129     |
| 3         | Латвійська РСР | 115     |
| 4         | Литовська РСР  | 111     |
| 5         | УРСР-II        | 81      |
| Група III |                |         |
| 1         | Узбецька РСР   | 163     |
| 2         | РРФСР-III      | 77      |
| 3         | Грузинська РСР | 49      |
| 4         | Молдавська РСР | 39      |

### Чемпіонат з багатоборств
Одночасно з дорослим чемпіонатом проводився юніорський чемпіонат. Командний залік офіційно визначався на підставі загальних виступів дорослих та юніорів.
| Місце | Команда        | Очки |
| ----- | -------------- | ---- |
| 1     | РРФСР          | 363  |
| 2     | УРСР           | 247  |
| 3     | Білоруська РСР | 211  |
| 4     | Москва         | 180  |
| 5     | Ленінград      | 165  |
| 6     | Естонська РСР  | 74   |